# Santigold
Santi White (Philadelphia, 25. rujna 1976.) američka je pop pjevačica, producentica i spisateljica tekstova, bolje poznata po svom umjetničkom imenu Santigold (ranije Santogold).

## Životopis

### Glazbena karijera
Njezin album prvijenac ˝Santogold˝ objavljen je uz pozitivne kritike 2008. Njen drugi album ˝Master of My Make-Believe˝ objavljen je u travnju 2012.

## Vanjske poveznice

### Sestrinski projekti
|  | Zajednički poslužitelj ima još gradiva o temi Santogold |

### Službene stranice
- Službena stranica